# Acifluorfen
Acifluorfen (ISO-naam) is een herbicide uit de groep van nitrofenylethers. Het is een zwak zuur. Het wordt ook gebruikt in de vorm van een zout, bijvoorbeeld acifluorfen-natrium of een ester, bijvoorbeeld acifluorfen-methyl. Acifluorfen werd in 1980 geïntroduceerd door Rohm & Haas.

## Synthese[2]
De reactie van 3-hydroxybenzoëzuur met 3,4-dichloorbenzyltrifluoride, in de aanwezigheid van kaliumhydroxide en dimethylsulfoxide, vormt 3-(2-chloor-4-(trifluormethyl)-fenoxy)benzoëzuur (naast een kleine hoeveelheid 3-(2-chloor-5-(trifluormethyl)fenoxy)benzoëzuur). Het reactieproduct wordt dan aromatisch genitreerd in een mengsel van salpeterzuur, zwavelzuur, azijnzuur en azijnzuuranhydride. Naast het gewenste acifluorfen worden daarbij nog andere isomeren gevormd.
Door toevoeging van water precipiteert ruw acifluorfen (met de andere isomeren) en kan het worden afgefilterd. Zuiver product wordt bekomen door het ruw acifluorfen op te lossen in een warm oplosmiddel, bij voorkeur 1,2-dichloorbenzeen, en het daaruit na afkoeling te herkristalliseren en af te filteren.

## Werking
Acifluorfen wordt ingezet tegen bedektzadigen, onder meer fluweelblad en melganzenvoet, en grassen bij de teelt van rijst, sojabonen en pinda's. Het wordt in de planten opgenomen via de bladeren en de wortels en remt de werking van een kritiek plantenenzym. Niet-gevoelige planten zoals sojabonen breken acifluorfen af tot een niet-toxische vorm.

## Regelgeving
Acifluorfen is niet meer toegelaten in de Europese Unie. Alle erkenningen in de lidstaten moesten op 25 juli 2003 ingetrokken zijn. Acifluorfen-natrium is wel toegelaten in de Verenigde Staten. Merknamen zijn onder meer Tackle en Blazer.